# Albuca pendula
Albuca pendula là một loài thực vật có hoa trong họ Măng tây. Loài này được B.Mathew mô tả khoa học đầu tiên năm 1994.